# Mystic, indijansko selo (Massachuset)
Mystic /od missi–tuk, = great tidal river; Trumbull/, indijansko selo koje se nekad (1649.) nalazilo u okrugu Middlesex u Massachusettsu na mjestu današnjeg Medforda, a pripadalo je Massachuset Indijancima.
Drugo istoimeni selo nalazilo se u Connecticutu, i pripadalo je Pequotima.